# حشره‌خوار جنگلی گرنت
 حشره‌خوار جنگلی گرنت (نام علمی: Sylvisorex granti) نام یک گونه از سرده حشره‌خوارهای جنگلی است.